# Яйца по-флорентийски

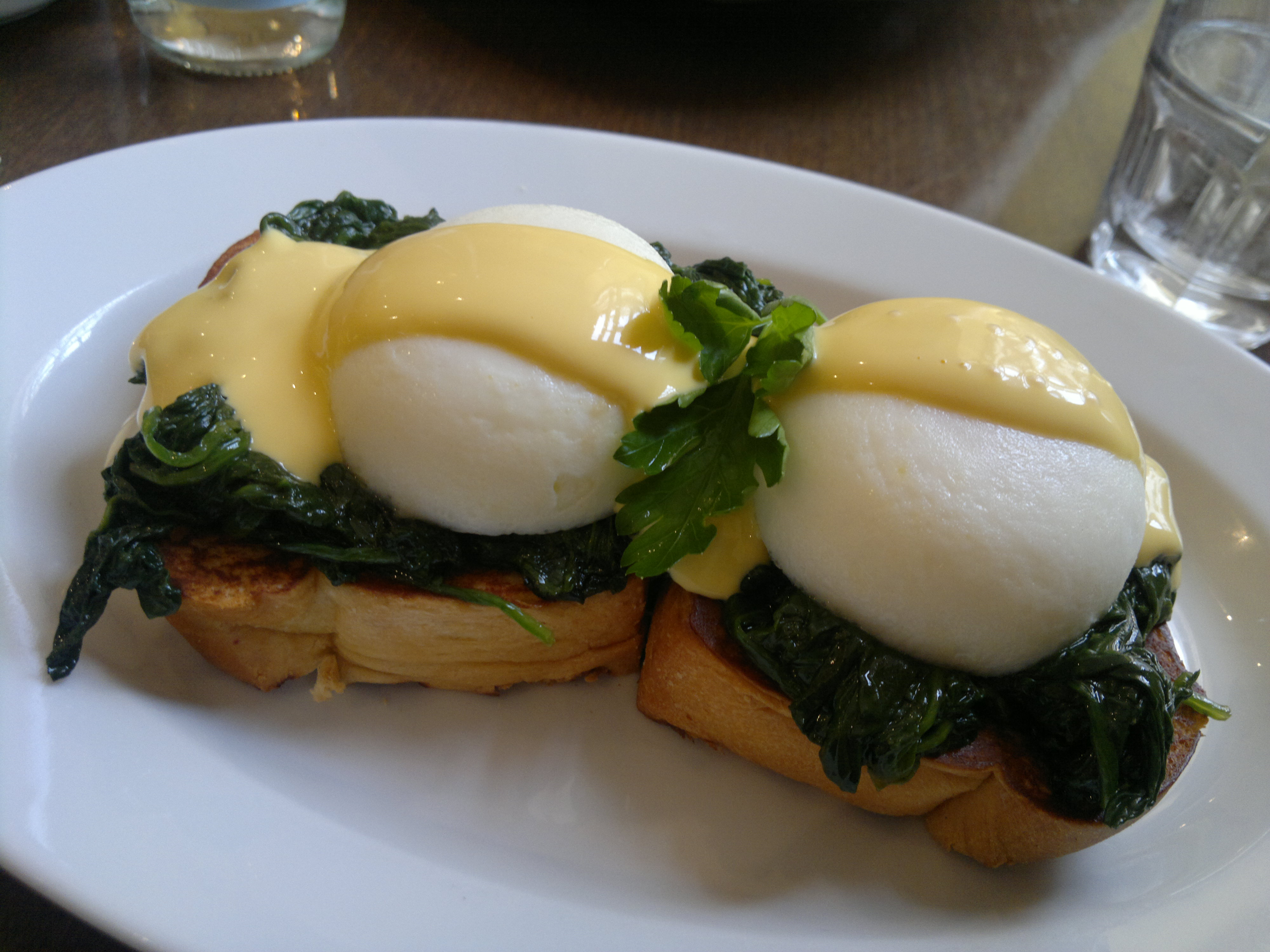
Яйца по-флорентийски

Яйца по-флорентийски — классическое яичное блюдо, гарнированное шпинатом, под соусом морне. Обычно сервируется на завтрак, похожие блюда — яйца Бенедикт и яйца Сарду. В Луизиане считается блюдом высокой креольской кухни.
Сваренное всмятку или яйцо пашот подают на подушке из измельчённого и припущенного в сливочном масле или пюрированного шпината под соусом морне или сырным соусом, иногда сверху посыпают тёртым сыром и хлебной крошкой и подрумянивают на гриле. Шпинатную гарнировку «по-флорентийски» также используют для других блюд, преимущественно из рыбы, и такое рыбное блюдо ещё называют «рыба морне». Форель со шпинатом по-флорентийски — блюдо высокой креольской кухни. О. Эскофье в «Кулинарном путеводителе» предлагает готовить по-флорентийски, со шпинатом и соусом морне, помимо омлета лодочки с молокой, устриц, раковое суфле, филе камбалы, турнедо, муслины и куриные филейчики.